# ドナウイトウ
ドナウイトウ（学名 Hucho hucho）はサケ科に属する淡水魚。Hucho 属のタイプ種である。英名はDanube Salmon, Huchenなど。

## 分布
ドナウ川流域固有種で、乱獲と生息地の破壊により個体数は減少している。他のヨーロッパの河川にも移入されているが、自然繁殖はしていない。

## 形態
全長70cm程度。

## 生態
水温15℃を超えない、山間の澄んだ河川に生息する。餌は魚類・小型の哺乳類など。縄張りを持つ。
繁殖期は春で、水温が6-10℃を超えた時である。繁殖は支流に移動して行われる。雄は3-4歳、雌は4-5歳で性成熟する。寿命は20年を越える。